# Station Veenweg
Station Veenweg was een spoorwegstation aan de Hofpleinlijn in Nootdorp. Het station werd geopend op 1 oktober 1908.
Het station lag in de Tedingerbroekpolder op geruime afstand van omringende plaatsen als Nootdorp en Leidschendam.
Het station werd gesloten op 15 mei 1938. Het stationsgebouw werd gesloopt in 1960.
0: Rotterdam Hofplein ·
1: Rotterdam Bergweg ·
3: Rotterdam Kleiweg (eerder: Schiebroek) ·
4: Rotterdam Wilgenplas ·
5: Berkel en Rodenrijs (eerder: Rodenrijs) ·
6: Berkel ·
8: Pijnacker ·
11: Nootdorp Oost ·
15: Veenweg ·
17: Leidschendam-Voorburg ·
19: Voorburg 't Loo ·
20: Den Haag Laan van NOI ·
22: Den Haag HS ·
22: Den Haag Centraal
Traject naar Scheveningen: 
23: Wassenaar ·
24: Renbaan-Achterweg ·
26: Waalsdorpscheweg ·
27: Wittebrug-Pompstation ·
28: Scheveningen